# برقوق دومي
البرقوق الدومي أو البرقوق أو الأجاص (الاسم العلمي: Prunus domestica subsp. domestica) هو نويع من البرقوق الشائع. تشبه فاكهة الحسلة، ولكنها تختلف عن دمسون. وتحظى بشعبية خاصة في أوروبا الوسطى.